# Lissonota sahlbergi
Lissonota sahlbergi là một loài tò vò trong họ Ichneumonidae.